# ایمیل‌های ویروس‌وار
ایمیل‌های ویروس‌وار (به انگلیسی: Viral email) به ایمیل‌هایی گفته می‌شود که به صورت فرد به فرد در اینترنت نشر می‌یابند. این ایمیل‌ها معمولاً حاوی شوخی، هشدار در مورد جنایت، کمک به همنوع، آموزش‌های حیاتی بوده و انتقال دهندهٔ ویروس نیستند بلکه به‌صورت ویروس‌وار در اینترنت منتشر می‌شوند.

## ساختار
ایمیل‌های ویروس‌وار به صورت فردبه‌فرد و به صورت نامه‌های زنجیره‌ای انتقال می‌یاند که گاهی اهداف تبلیغاتی یا کمک به همنوع (مانند مثلث حیات) را دنبال می‌کنند؛ کاربرها آن را برای دیگران ارسال می‌کنند و آن مطلب به سرعت در اینترنت نشر یابد.